# Croton thouarsianus
Croton thouarsianus är en törelväxtart som beskrevs av Henri Ernest Baillon. Croton thouarsianus ingår i släktet Croton och familjen törelväxter. Inga underarter finns listade i Catalogue of Life.